# Arquitectura mameluca

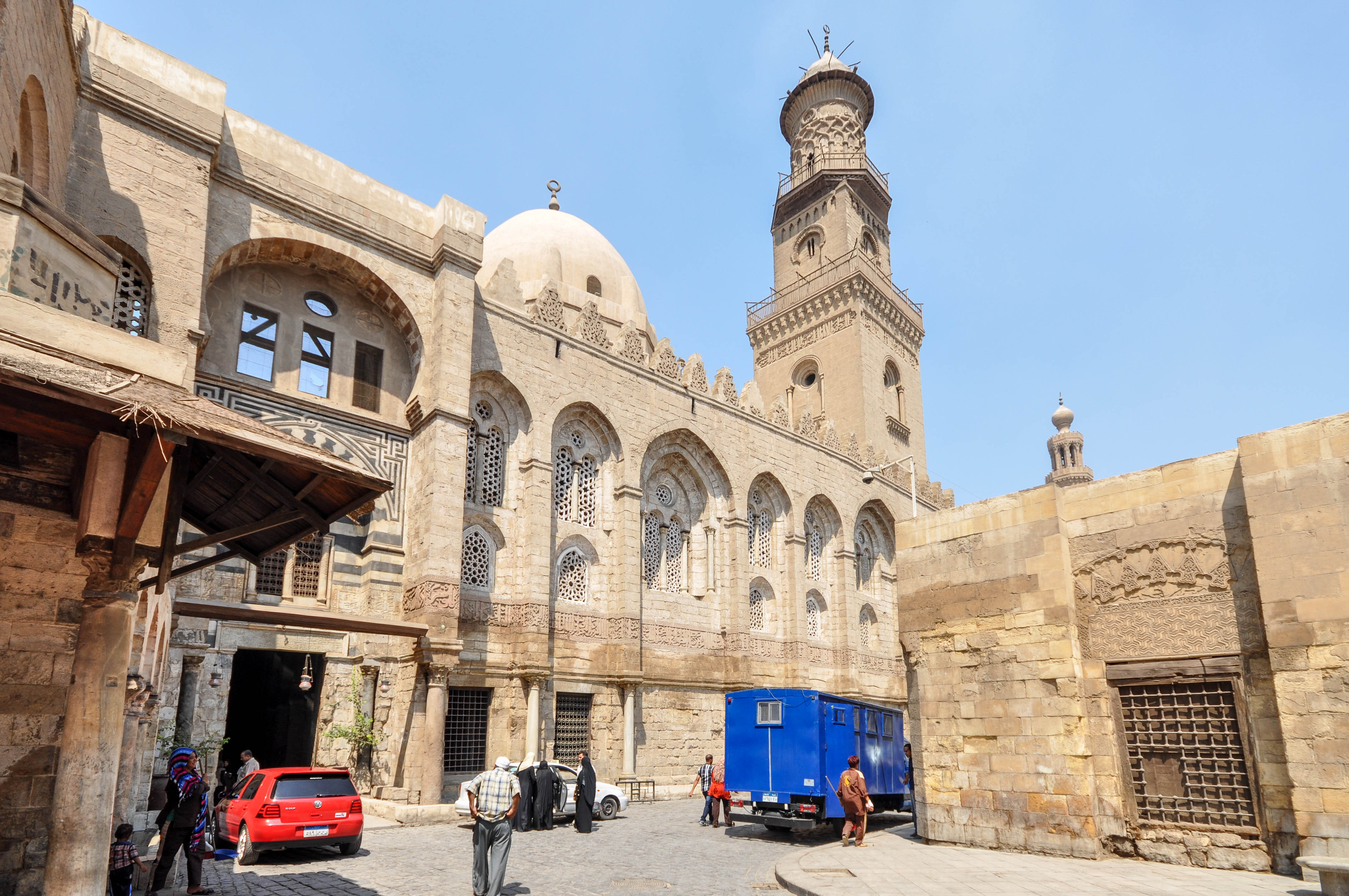
Complejo del sultán Qalawun (1284-1285) en El Cairo. Incluía un mausoleo, una madrasa y un maristan muy importante (hospital) maristan (hospital).

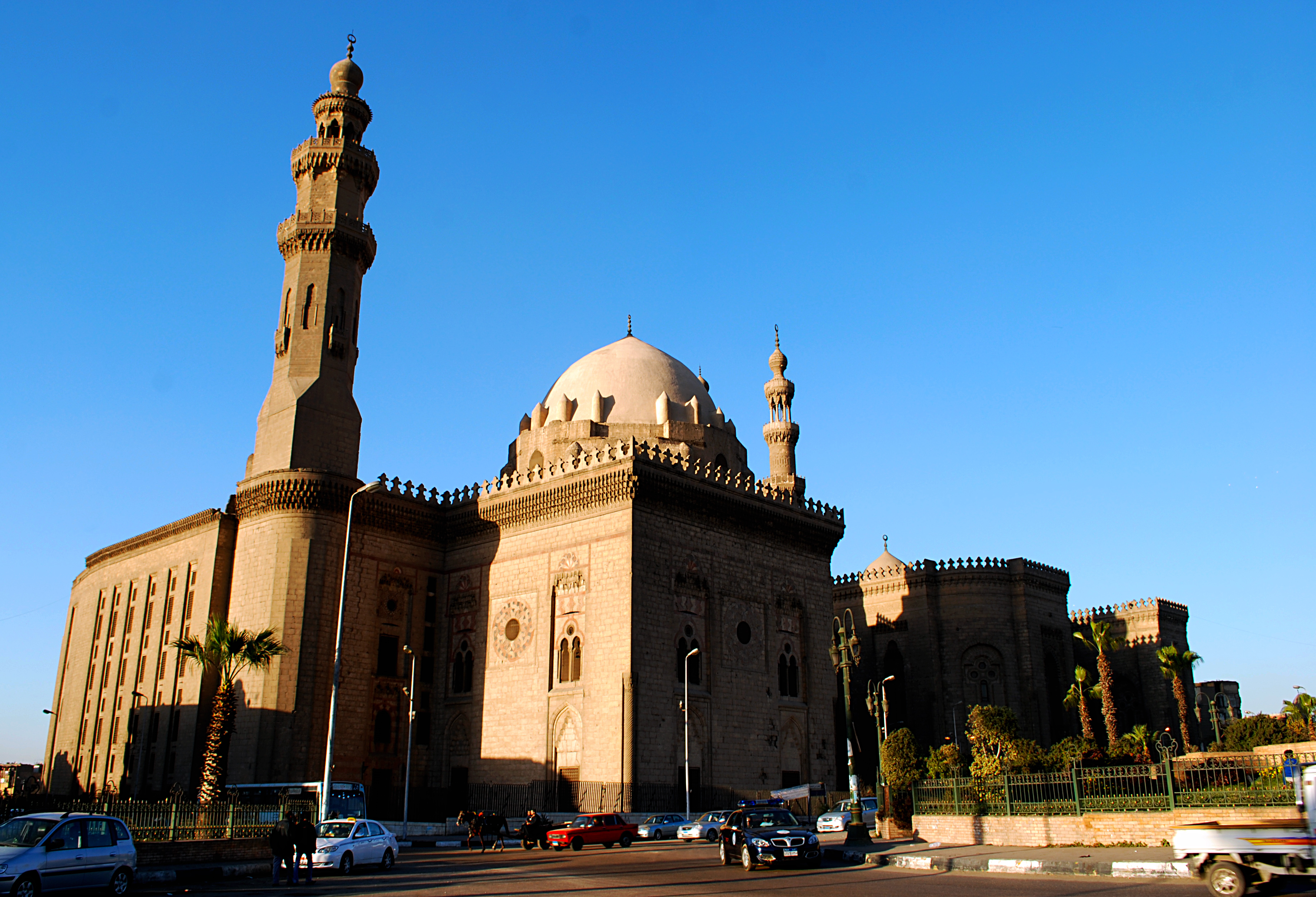
Mezquita-madrasa del Sultán Hasán (13561361), en El Cairo, el monumento mameluco más grande

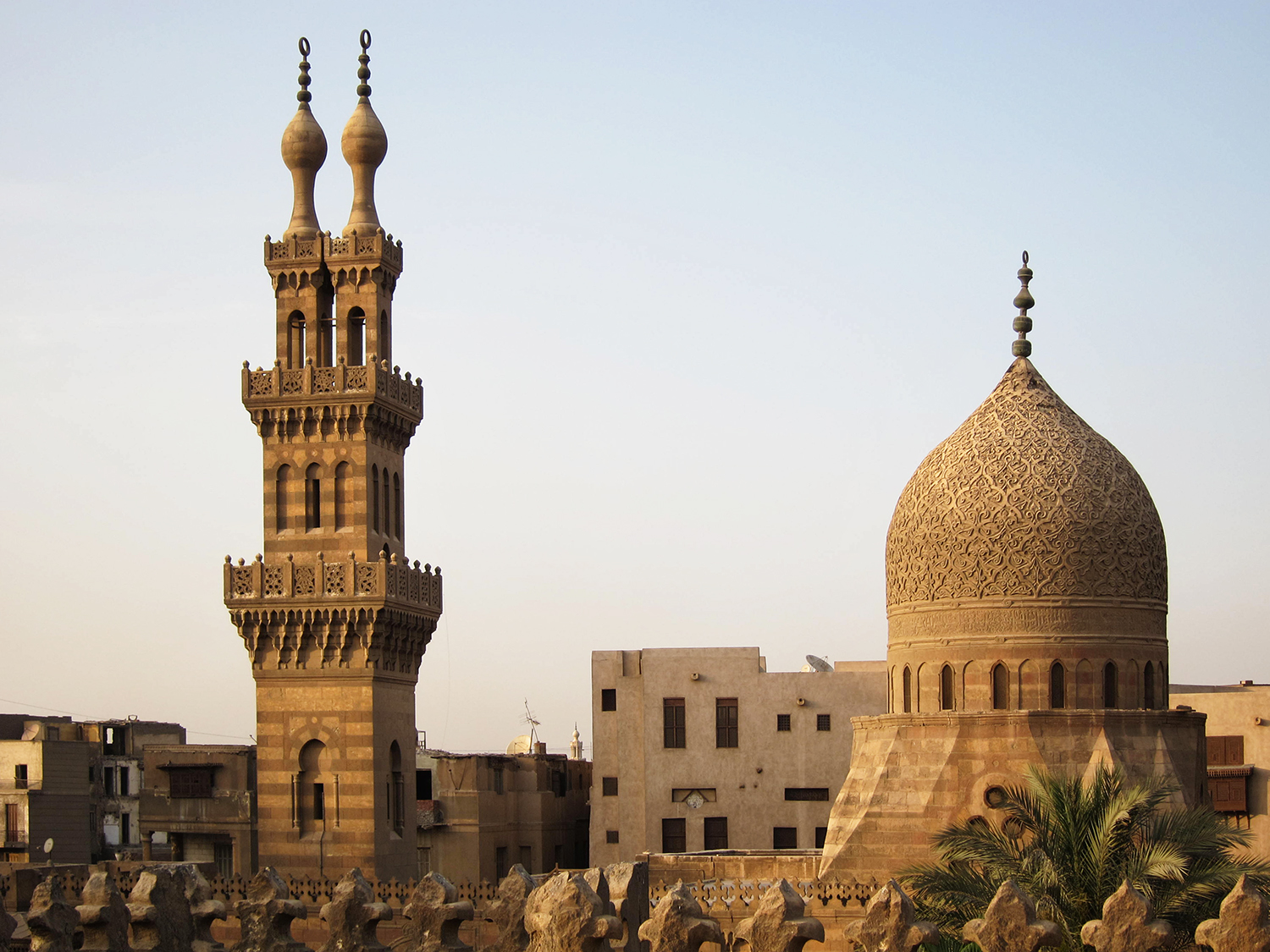
Minarete de la mezquita de al-Maridani (1503-1504), El Cairo

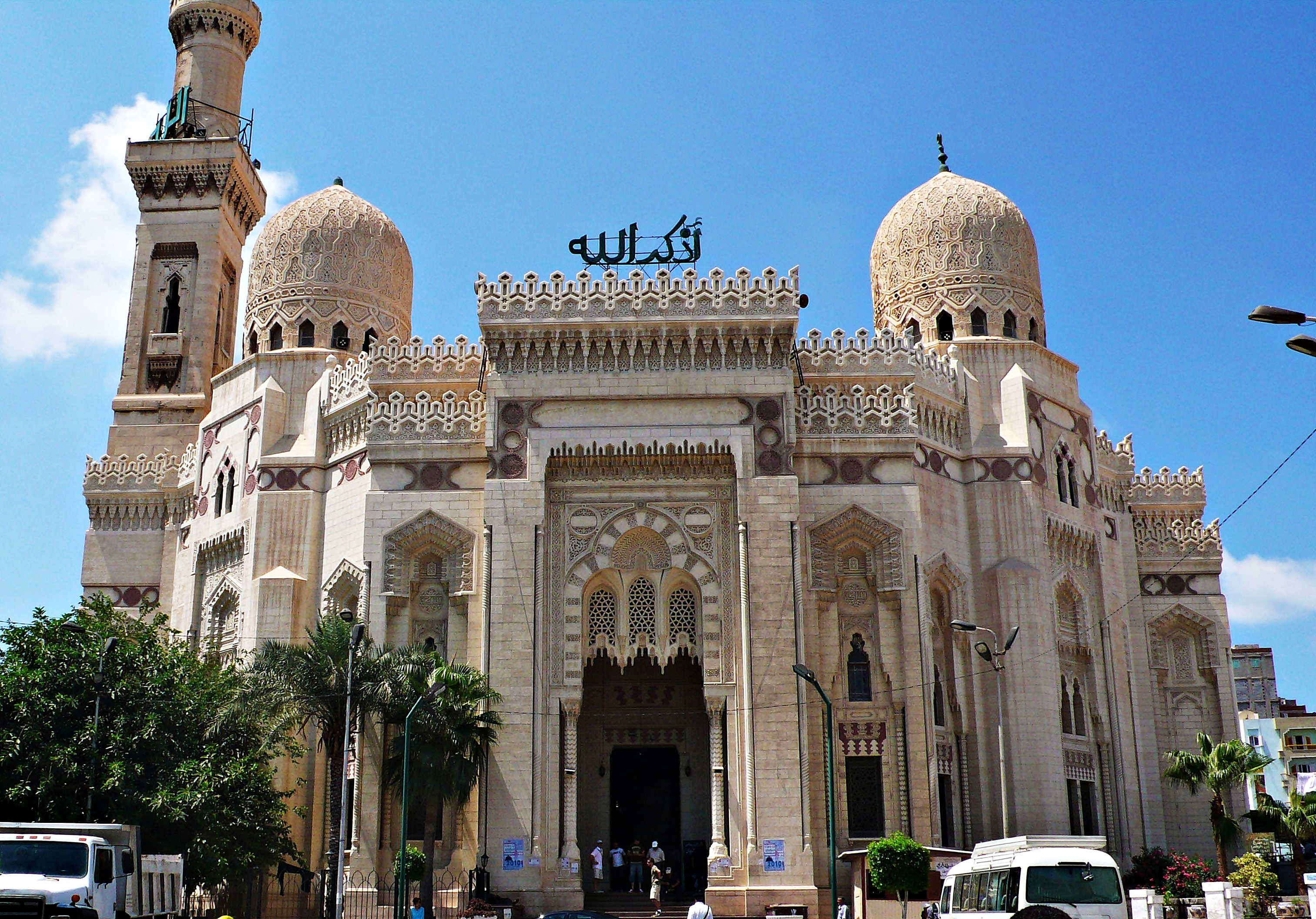
Mezquita de Abu al-Abbas al-Mursi en Alejandría (1929-1945) en un estilo neo-mameluco

La arquitectura mameluca corresponde al estilo de arquitectura islámica que floreció durante el reinado del sultanato mameluco (1250-1517), desarrollado especialmente en El Cairo medieval donde todavía es visible. Estaba fuertemente influenciada por la arquitectura del antiguo Egipto y por la arquitectura copta. El fervor religioso hizo de los gobernantes mamelucos generosos mecenas de la arquitectura y del arte. El comercio y la agricultura florecieron bajo el dominio mameluco, y El Cairo, su capital, se convirtió en una de las ciudades más ricas del Cercano Oriente y en el centro de una fuerte actividad artística e intelectual. Eso hizo que la ciudad fuera, en palabras del historiador y filósofo Ibn Jaldun (1332-1406), «el centro del universo y el jardín del mundo», con majestuosas cúpulas funerarias, patios y altísimos minaretes repartidos por toda la ciudad, que se respetaban como símbolos de conmemoración y culto.
La historia de los mamelucos se divide en dos períodos basados en dos líneas dinásticas: los mamelucos bahrí (1250-1382) de origen kipchak de Rusia meridional, llamados así por la ubicación de sus cuarteles en el Nilo, y los mamelucos buryí (1382-1517) de origen circasiano, que estuvieron acuartelados en la ciudadela.
El reinado de los bahri definió el arte y la arquitectura de todo el período mameluco. Sus artes decorativas —especialmente el vidrio esmaltado y dorado, la metalistería con incrustaciones, la artesanía y ebanistería en madera y los textiles—, fueron apreciadas en todo el Mediterráneo y en Europa, donde tuvieron un profundo impacto en la producción local. La influencia de la cristalería mameluca en la industria del vidrio veneciano es solo uno de estos ejemplos.
El reinado del aliado y sucesor de Baibars, al-Mansur Qalawun (r. 1280-1290), inició el mecenazgo de las fundaciones públicas y piadosas que incluían madrasas, mausoleos, minaretes y hospitales. Dichos complejos, bien dotados financieramente, no solo aseguraban la supervivencia de la riqueza del patrono —que podría peligrar debido a los problemas legales relacionados con la herencia y la confiscación de las fortunas familiares—sino que también perpetuaban su nombre. Además del complejo de Qalawun, otros empeños importantes de los sultanes bahrí fueron los de An-Nassir Muhammad ibn Qalawun (1295–1304), así como el inmenso y espléndido complejo de Hasán (comenzado 1356).[cita requerida]
Los sultanes buryí siguieron las tradiciones artísticas establecidas por sus predecesores bahríes. Sus textiles y alfombras fueron muy apreciados en el comercio internacional. En arquitectura, las fundaciones piadosas públicas continuaron siendo favorecidas. Los principales proyectos en el período temprano buryí en Egipto fueron los complejos emprendidos por Barquq (r. 1382-1399), Faraj (r. 1399-1412), Mu'ayyad Shaykh (r. 1412-1421) y Barsbay (r. 1422 -1438).[cita requerida]
En las provincias orientales del Mediterráneo, el lucrativo comercio de textiles entre Irán y Europa ayudó a reavivar la economía. También fue significativa la actividad comercial de los peregrinos que se dirigían a La Meca y a Medina. Se erigieron grandes almacenes, como el Khan al-Qadi (1441), para satisfacer el aumento del comercio. Otras fundaciones públicas en la región fueron las mezquitas de Aqbugha al-Utrush (Aleppo, 1139-1410) y Sabun (Damasco, 1464), así como la madrasa Jaqmaqiyya (Damasco, 1421).[cita requerida]
En la segunda mitad del siglo XV, las artes prosperaron bajo el patrocinio de Qaitbey (r. 1468-1496), el más grande de los últimos sultanes mamelucos. Durante su reinado, los santuarios de La Meca y Medina fueron ampliamente restaurados. Las principales ciudades fueron dotadas con edificios comerciales, fundaciones religiosas y puentes. En El Cairo, el complejo de Qaitbey en el Cementerio del Norte (1472-1474) es la edificación más conocida y admirada de ese período.
La construcción continuó bajo el último sultán mameluco, al-Ashraf Qansuh al-Ghawri (r. 1501-1517), quien encargó su propio complejo (1503-1505); sin embargo, los métodos de construcción reflejaban las finanzas del estado. Aunque el reino mameluco pronto se incorporó al Imperio otomano (1517), la cultura visual mameluca continuó inspirando tradiciones artísticas islámicas y otomanas.[cita requerida]

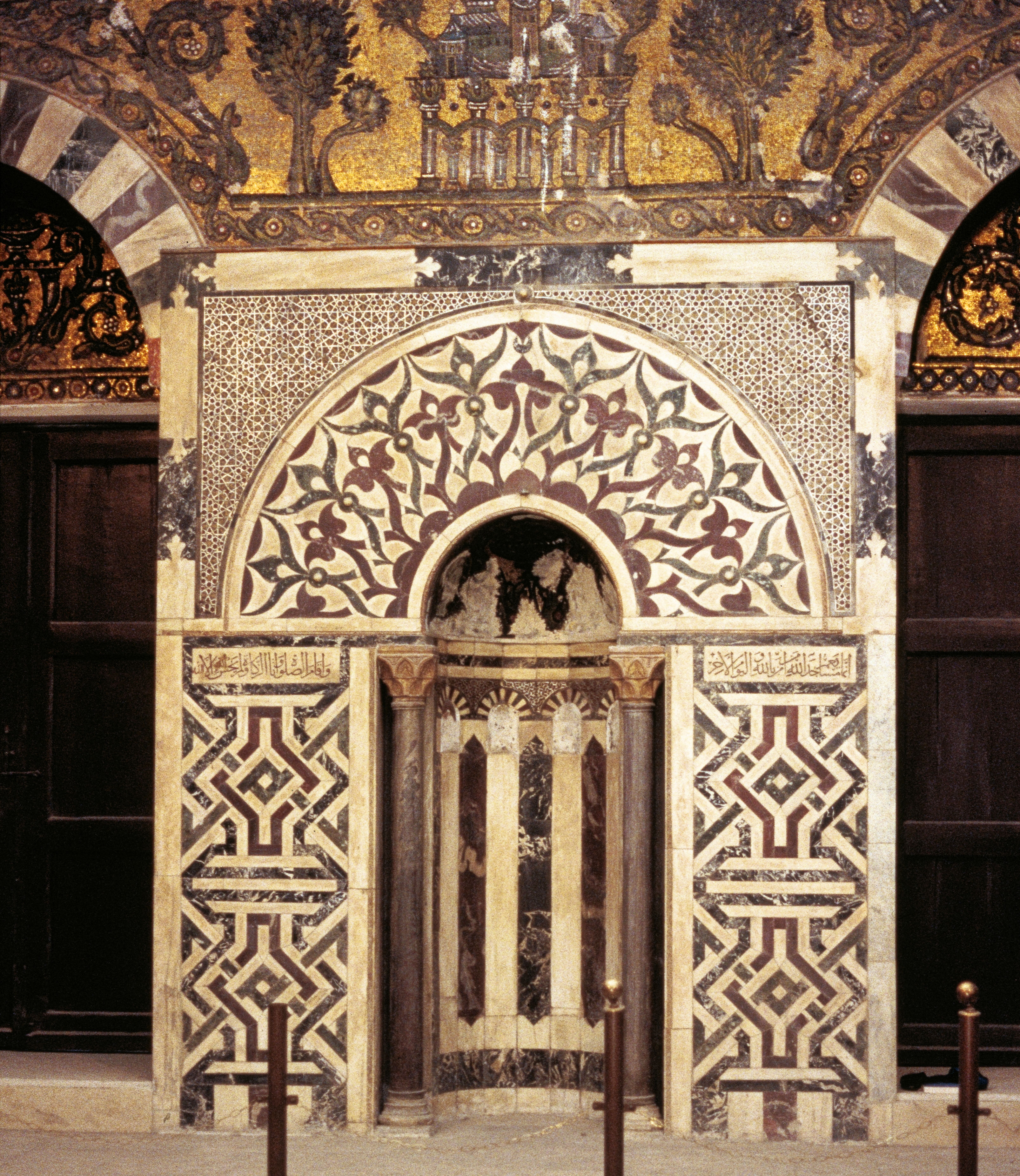
Mihrab del mausoleo de Sultan Baybars (1277-1281), en Damasco
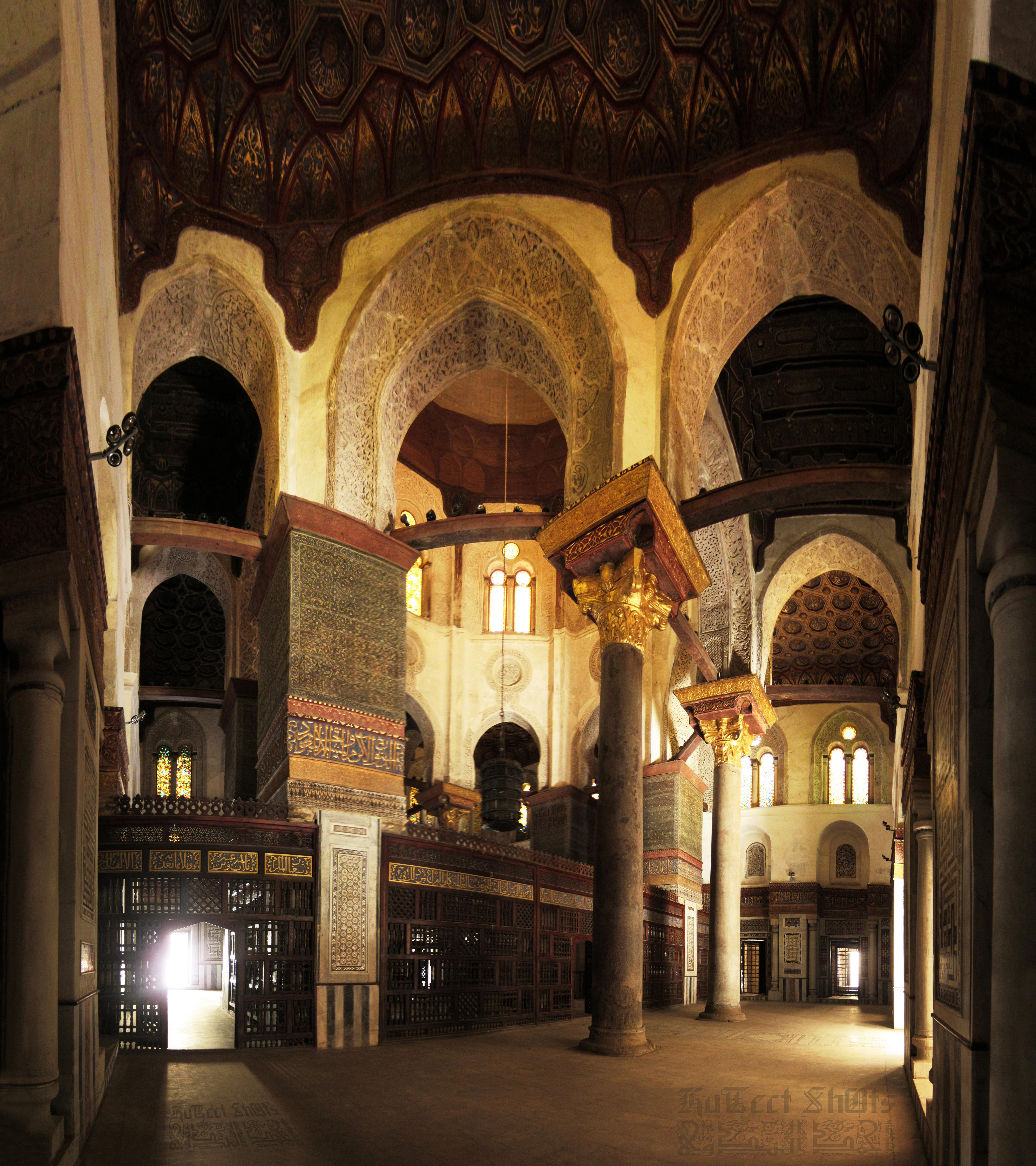
Interior del complejo Qalawun (terminado en 1283), El Cairo
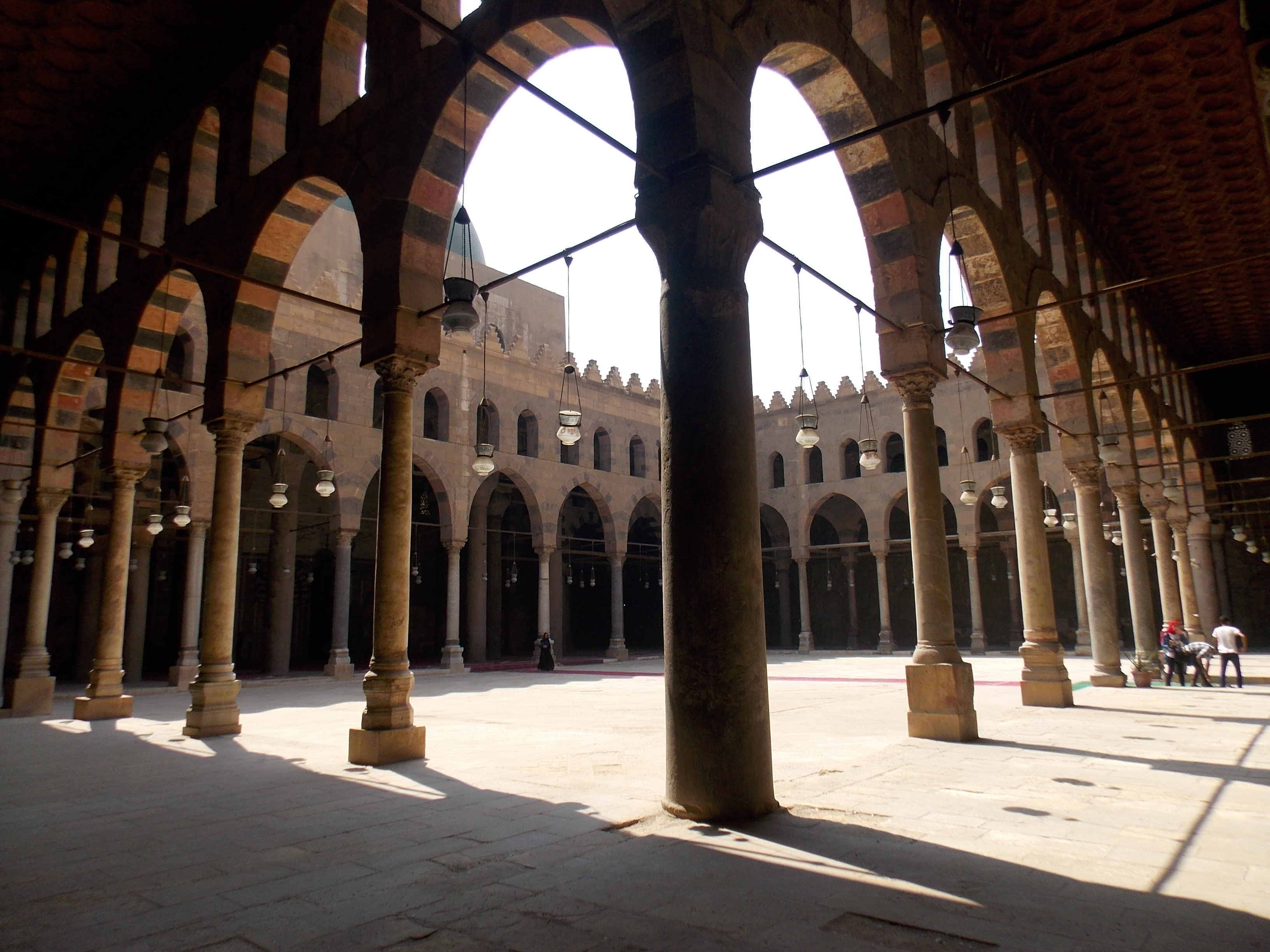
Mezquita de al-Nasir Muhammad (construida en 1318 y modificada en 1335) en la Ciudadela de El Cairo
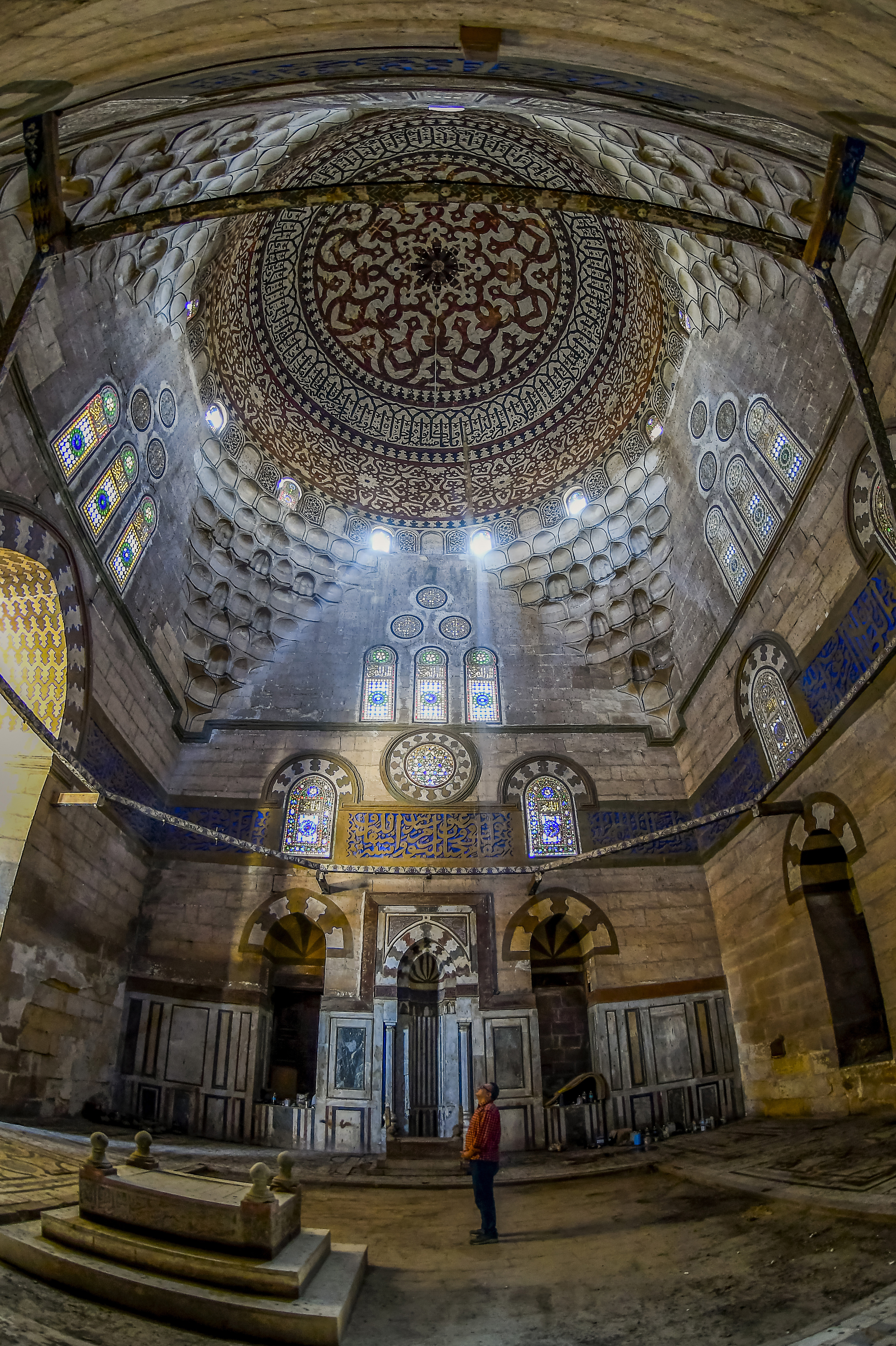
Interior de un mausoleo en la  Khanqah-Mezquita de Faraj ibn Barquq (1400-1411)
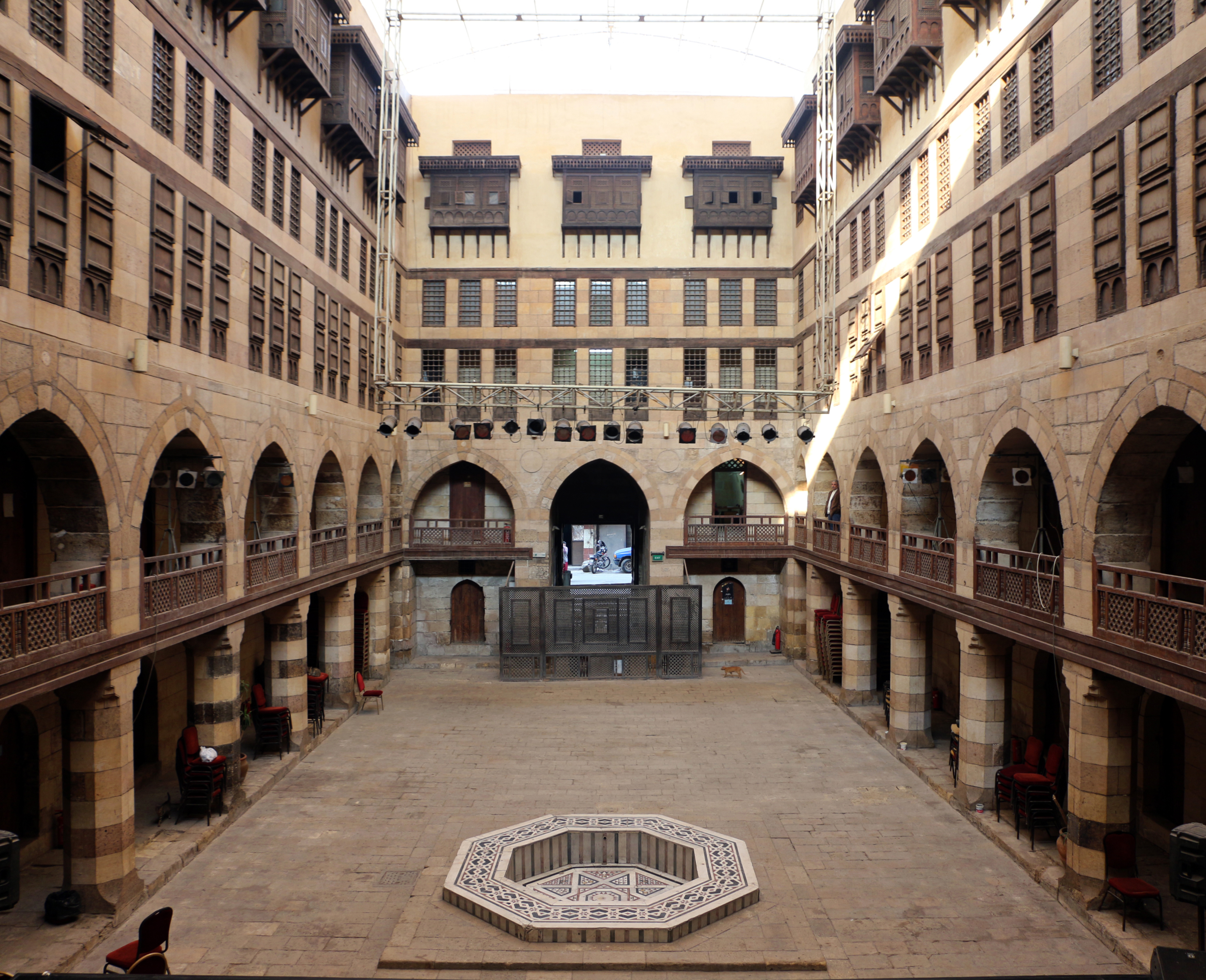
Wikala del sultán al-Ghurii (1505), ejemplo de un caravanserai urbano en El Cairo

## Papel del patrocinio arquitectónico

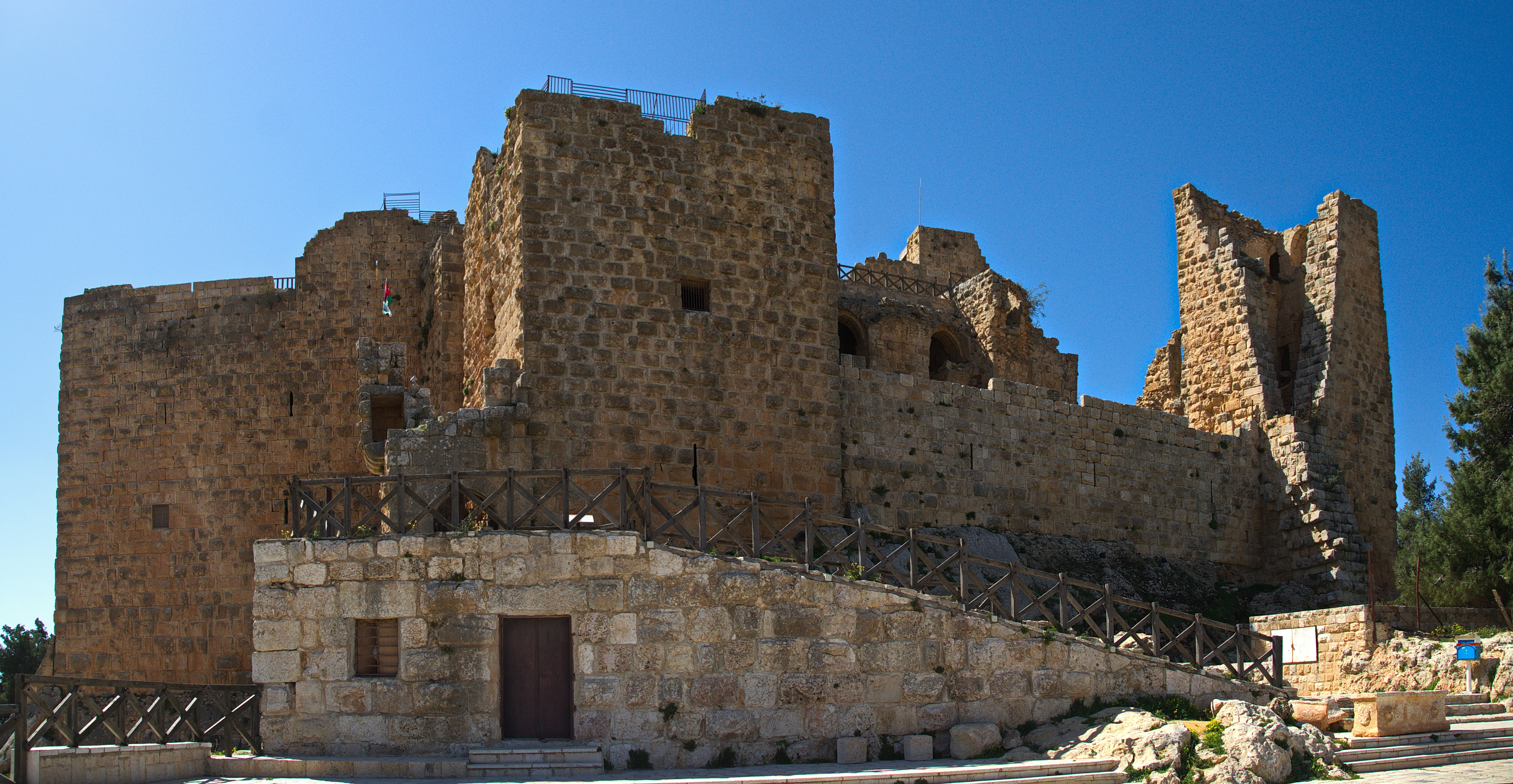
Castillo de Ajlun (1184) en Ajlun, Jordania.

La identidad arquitectónica de los monumentos religiosos mamelucos proviene del propósito principal de que los individuos erigieran sus propios monumentos conmemorativos, por lo tanto, añadiendo un alto grado de individualidad. Cada edificio reflejaba los gustos propios del patrocinador, sus elecciones y su nombre. La arquitectura mameluca a menudo se categoriza más por los reinados del principal sultán que por un diseño específico. La élite mameluca a menudo tenía más conocimientos en el arte de los edificios que muchos historiadores.
Dado que los mamelucos disponían tanto de riqueza como de poder, las proporciones generalmente moderadas de su arquitectura —en comparación con los estilos timúridas o otomanos clásicos— se deben a las decisiones individuales de los patrocinadores que prefirieron sufragar varios proyectos. Los patrocinadores de las mezquitas de Baibars, an-Nassir Muhammad ibn Qalawun, an-Nasir Faraj, al-Mu'ayyad, Barsbay, Qaitbey y al-Ashraf Qansuh al-Ghawri prefirieron construir varias mezquitas en la capital en lugar de concentrarse en un único monumento colosal.
Los sultanes y emires mamelucos fueron conocidos por su celo en el patrocinio del arte y la arquitectura durante todo el período. Sus proyectos podían incluir un sencillo mausoleo o un pequeño edificio caritativo (por ejemplo, un bebedero público), mientras que sus complejos arquitectónicos más grandes combinaban en general varias funciones en uno o más edificios. Podían incluir funciones caritativas y servicios sociales, como una mezquita, khanqah, madrasa, bimaristan, maktab (escuela primaria), sabil (fuente pública para dispensar agua a la población local) o hod (abrevadero para animales); o funciones comerciales, como wikala/khan (un caravasar para alojar a los mercaderes, sus caravanas de camellos y sus productos) o rab (un complejo de apartamentos para inquilinos). Estos edificios y sus instituciones estaban protegidos por acuerdos waqf , que les otorgaba el estatus de fondos caritativos o fideicomisos que eran legalmente inalienables bajo la ley islámica. Esto permitió que el legado del sultán estuviera asegurado a través de sus proyectos arquitectónicos, y que su tumba, y potencialmente las tumbas de su familia, se colocasen habitualmente en un mausoleo adjunto a su complejo religioso. Dado que la caridad es uno de los pilares fundamentales del Islam, estos proyectos caritativos demostraban públicamente la piedad del sultán, mientras que las madrasas en particular también vincularon a la élite gobernante mameluca con los ulemas, los eruditos religiosos que también actuaron inevitablemente como intermediarios con la población más amplia. Tales proyectos ayudaron a conferir legitimidad a los sultanes mamelucos, que vivían separados de la población en general y que eran no-árabes, sin mencionar el origen esclavo (los mamelucos eran comprados como jóvenes esclavos que luego eran emancipados para servir en el ejército o el gobierno). Sus construcciones caritativas fortalecieron su papel simbólico como piadosos protectores del Islam sunita ortodoxo y como patrocinadores de ṭuruq (hermandades sufíes) y de los santuarios locales de sus santos.
Además, las disposiciones de las dotes piadosas también cumplieron el papel de proporcionar un futuro financiero para la familia del sultán después de su muerte, ya que el sultanato mameluco no era hereditario y los hijos del sultán rara vez lograban acceder al trono después de su muerte, y rara vez por mucho tiempo. La familia y los descendientes del sultán podían beneficiarse conservando el control de los diversos establecimientos waqf que él había construido, y reteniendo legalmente una parte de los ingresos de esos establecimientos como ingresos libres de impuestos, todo lo cual no podía, en teoría, ser anulado por los regímenes de los sultanes posteriores. Por ello el celo constructivo de los gobernantes mamelucos también estuvo motivado por beneficios pragmáticos muy reales, como reconocen algunos observadores contemporáneos como Ibn Khaldun.

## Características

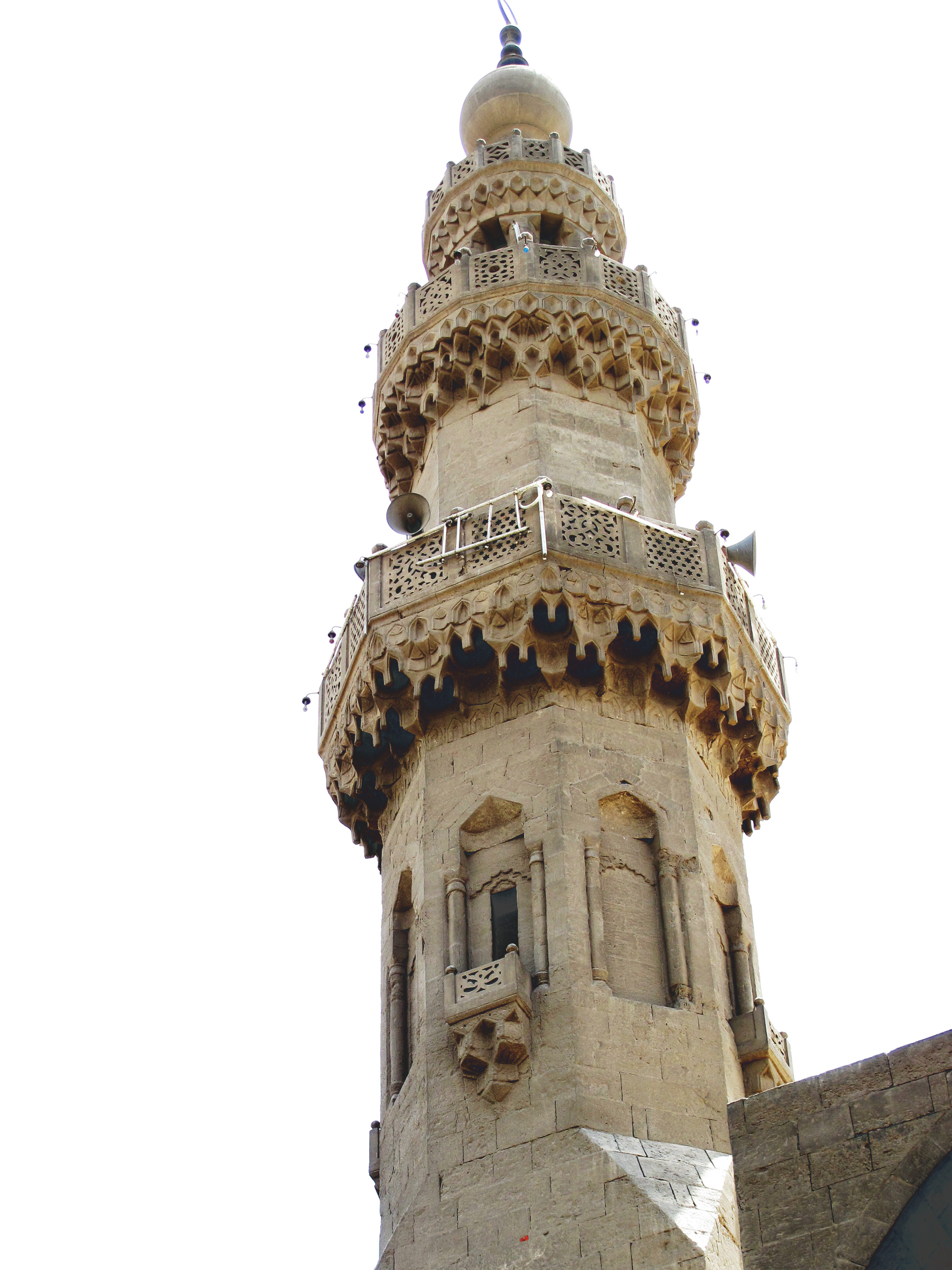
Minarete de la mezquita de Amir al-Maridani (1340) en El Cairo.

Si bien la organización de los monumentos mamelucos varió, la cúpula funeraria y el minarete fueron constante leit motiv. Estos atributos son características destacadas en el perfil de una mezquita mameluca y fueron importantes en el embellecimiento del horizonte de la ciudad. En El Cairo, la cúpula funeraria y el minarete fueron respetados como símbolos de conmemoración y de veneración.
Los patrocinadores usaron estos atributos visuales para expresar su individualidad al decorar cada cúpula y minarete con distintos motivos. Los motivos tallados en las cúpulas iban desde costillas y zigzags hasta diseños florales y de estrellas geométricas. La cúpula funeraria de Aytimish al-Bajasii y la cúpula del mausoleo de los hijos de Qaitbey reflejan la diversidad y el detalle de la arquitectura mameluca. La creatividad de los constructores mamelucos destacó de manera efectiva con esos motivos.[cita requerida]
Ampliando el desarrollo en el Califato fatimí de las fachadas de mezquitas ajustadas a la calle, los mamelucos desarrollaron su arquitectura para mejorar las vistas desde la calle. Además, se crearon nuevos conceptos estéticos y soluciones arquitectónicas para reflejar el papel que asumían en la historia. En 1285, las características esenciales de la arquitectura mameluca ya estaban establecidas en el complejo del sultán Qalawan. Sin embargo, a los mamelucos les tomó tres décadas crear una arquitectura nueva y distinta. Los mamelucos utilizaron el claroscuro y los efectos de luz moteados en sus edificios.[cita requerida]
En 1517, la conquista otomana llevó a la arquitectura mameluca a su fin.

## La ciudad de El Cairo

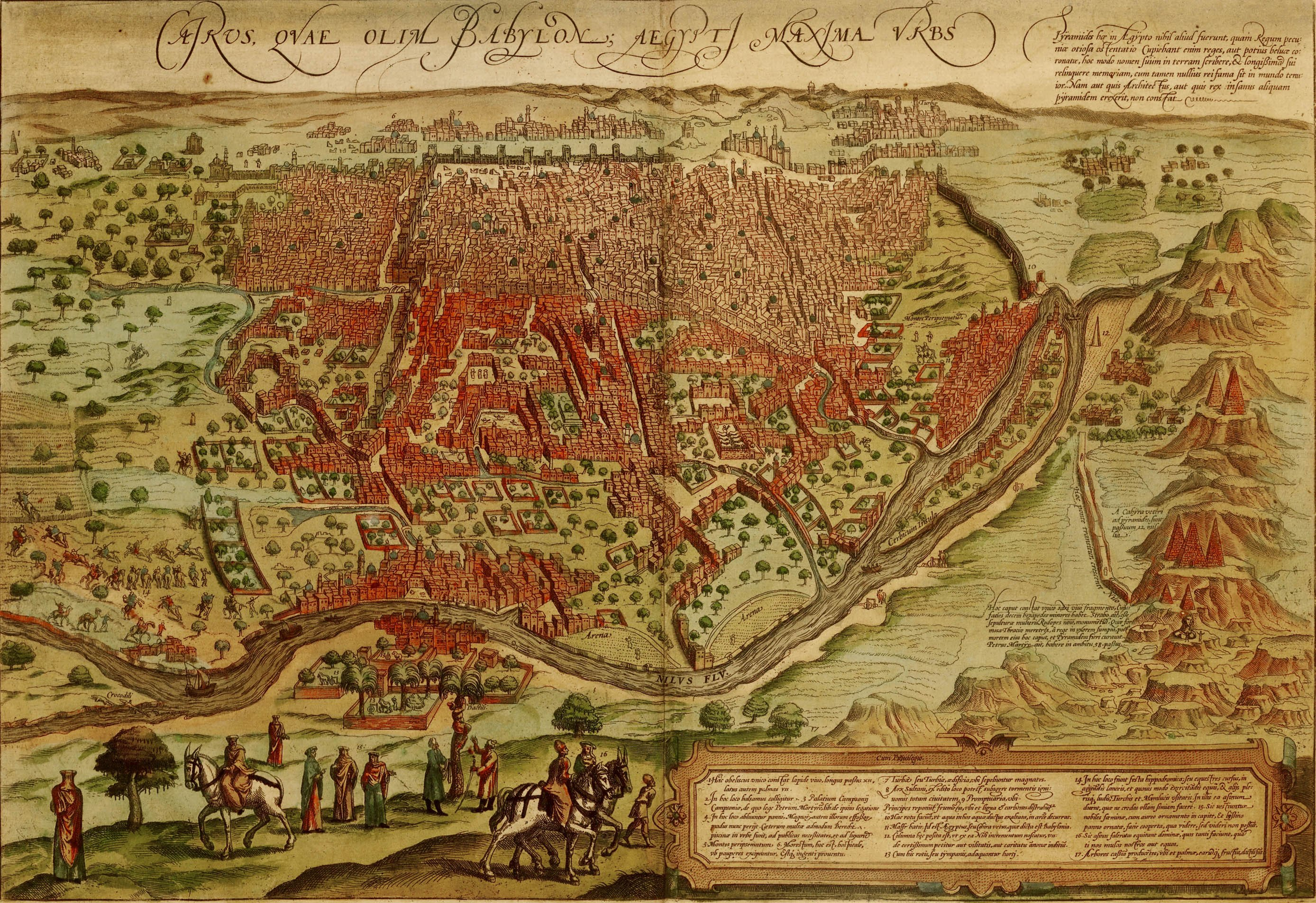
Mapa de El Cairo publicado en 1572 en Civitate Orbis Tarrarum, por Braun y Hogenberg.

La ciudad de El Cairo, capital durante casi dos siglos, se vio muy alterada por las numerosas contribuciones de los mamelucos, que no se contentaron con la construcción de monumentos, sino que reorganizaron la ciudad y persiguieron una política activa de restauración. El sultán An-Nassir Muhammad ibn Qalawun (1285-1341) trabajó mucho por el urbanismo, con un denso programa de construcciones.
La evolución, sin embargo, no fue lineal: la ciudad no cesó de destruirse y reconstruirse constantemente, en especial a causa de las inundaciones del Nilo. Si la llegada a El Cairo del califa abasí permitió que la capital egipcia fuese el centro del mundo cultural islámico y generase una importante política de construcciones de madrasas, la peste negra también tuvo un efecto particularmente dañino en la ciudad, que de los 21 km² que ocupaba antes de la epidemia, pasó a 8,5 km² en el siglo XVIII. El historiador Maqrizi insiste mucho en la ruina de El Cairo en el siglo XV.
La ciudad se organizaba en barrios, llamados khitat. No se trataba entonces de una ciudad unificada, sino de la agrupación de varias ciudades pequeñas, antiguas capitales del Egipto islámico. Se suponía que la gran muralla emprendida por Saladino abarcaría al-Qata’i’, al-‘Askar, al-Qahira y Fostat, a fin de que la ciudad se convirtiera en una entidad, pero la empresa seguía sin terminarse. Bajo los circasianos, la configuración urbana era la siguiente:
- en el antiguo Fostat se acantonaba una población densa y pobre con un barrio muy comercial;
- Al-'Aksar, al noreste de Fostat, donde se encontraba la ciudad fundada por los abasíes en 750;
- Al Qata'i, fundada en 870, albergaba la mezquita de Ibn Tulun, que sufrió reparaciones durante el reinado mameluco;
- al este de Khalij (un canal derivado del Nilo) estaban los barrios hermosos;
- al oeste de Khalij, los jardines y los terrenos yermos seguían esperando a recién llegados;
- en Bulaq se extendía un puerto;
- los campamentos y cuarteles se encontraban en la zona norte y en la isla de Khauda;
- los monumentos religiosos importantes se concentraban en la antigua Qahira y en la ciudadela sobre el monte Mukattan. La arteria de Bayn al-Qasrahim, conocida como Qasaba, era el lugar privilegiado donde se agrupaban los complejos funerarios;
- la actividad económica se concentraba alrededor de un eje norte-sur que cruzaba la ciudad y en los mercados al sur y al oeste, cerca de la muralla de Saladino;
- dos cementerios fueron abiertos, al norte y al sur de la ciudad, que también servían como vertederos. Los nuevos habitantes se establecían allí, de una manera bastante desordenada hacia el sur, pero más controlada hacia el norte (religiosa).

## Generalidades arquitectónicas

La arquitectura mameluca vista por el orientalista Jean-Léon Gérôme.

Se prestaba especial atención a los grandes complejos centrados alrededor de la tumba del fundador e incluyendo fundaciones de caridad, y por varias razones: establecidas en waqf, eran una fuente de ingresos estable para una familia, evitando las confiscaciones frecuentes en el tiempo. Por otra parte, perpetuaban la gloria de su patrocinador, lo que también explica la concentración de edificios en lugares muy prestigiosos aunque era poco práctico.
Varias características arquitectónicas se pueden mencionar con respecto a la arquitectura mameluca:
- la escala monumental, que correspondía al deseo de ser visto;
- el uso de la piedra;
- las bandas epigráficas que corrían a lo largo de la fachada (bandas de tiraz);
- los frisos de almenas;
- el gusto por la asimetría, que resultaba en la disposición de portales descentrados;
- las cúpulas sobre tambor con lados cortados con una zona de transición con pechinas;
- los minaretes con troncos superpuestos.

Varias influencias marcan los monumentos mamelucos:
- Siria, que comportaba una gran cantidad de monumentos (a menudo más pequeños que en El Cairo porque había sido fundada por emires) introdujo en toda la arquitectura, tanto siria como egipcia, ciertos rasgos: el desarrollo de mocárabes, el uso de asientos de colores alternados (alqab) y de apliques de piedra y mármol policromados;
- la contribución del Occidente cristiano, gracias a la arquitectura de los francos en Tierra Santa, es sensible en las aberturas gemelas coronadas por un óculo, o en la reutilización de los materiales procedentes de sus edificios (portal de la iglesia de Acre insertado en el complejo de An-Nâsir Muhammad, por ejemplo);
- el Occidente islámico influyó principalmente en la arquitectura egipcia, sobre todo debido a las importantes relaciones diplomáticas entre los meriníes y los mamelucos. Según Ibn Jaldún, se asistió a migraciones de poblaciones andaluzas y magrebíes del norte de África, debido a la Reconquista, por supuesto, pero también por razones económicas. El vocabulario occidental aparece en el siglo XIII y afectó particularmente al reinado de An-Nasir Muhammad. A diferencia de las influencias sirias, las del Magreb se expresan en los estucos, con arcadas lobuladas entrelazadas (sebka), una escritura cursiva con astas deslumbrantes, una importancia de la grafía cúfica y un derrame de mocárabes;
- la influencia iraní fue cada vez mayor, especialmente alrededor de 1310, pero ya era perceptible desde 1290. Se encuentra en todo un grupo de edificios datables entre 1310 y 1340, que se manifiesta por el uso de mosaicos de cerámica y de cúpulas bulbosas, como en los minaretes de la mezquita de An-Nasir Muhammad (1334-1335).

## Arquitectura religiosa

### Bajo los mamelucos bahrí (1250-1389)

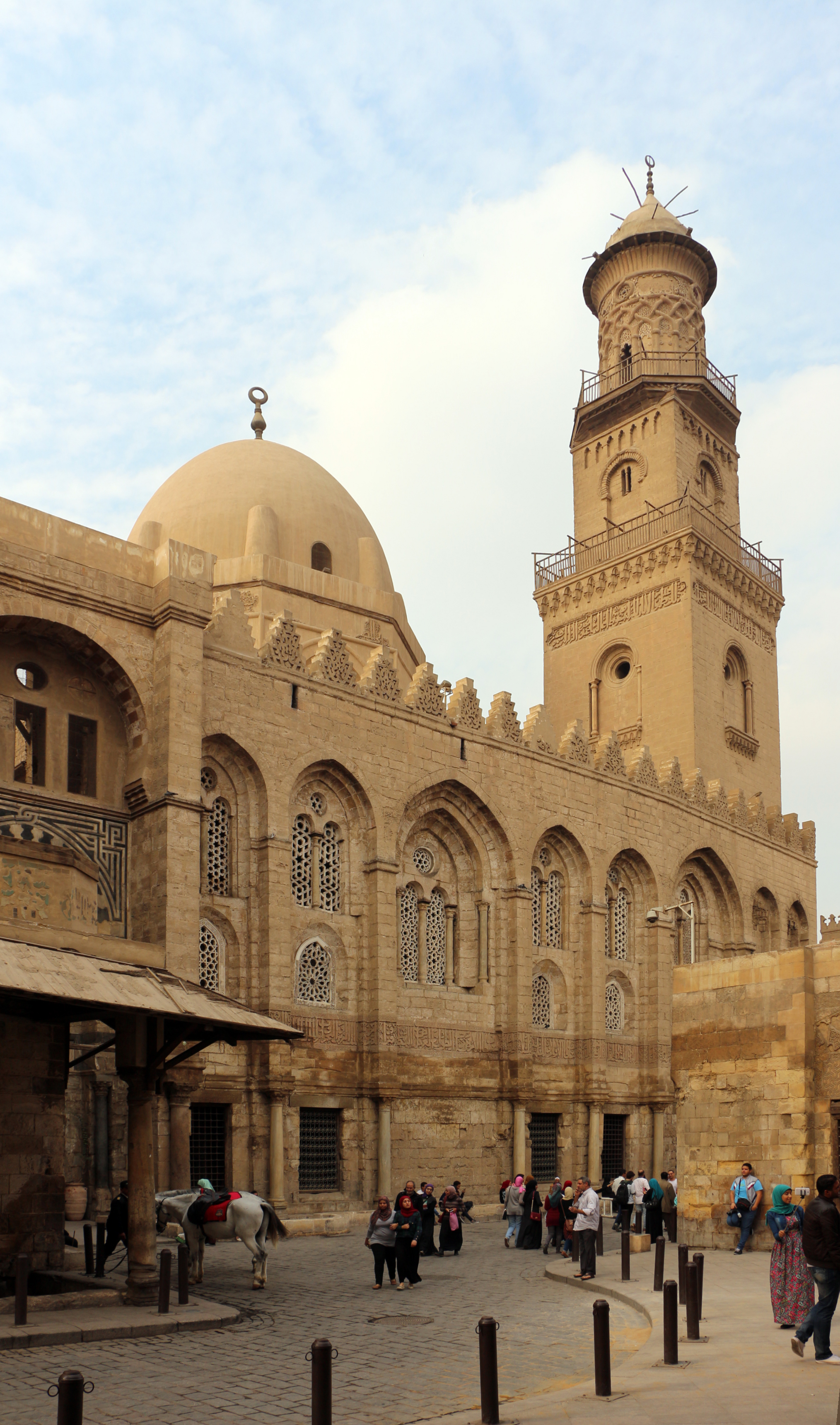
Complejo Qalawun (acabado en 1283) El Cairo

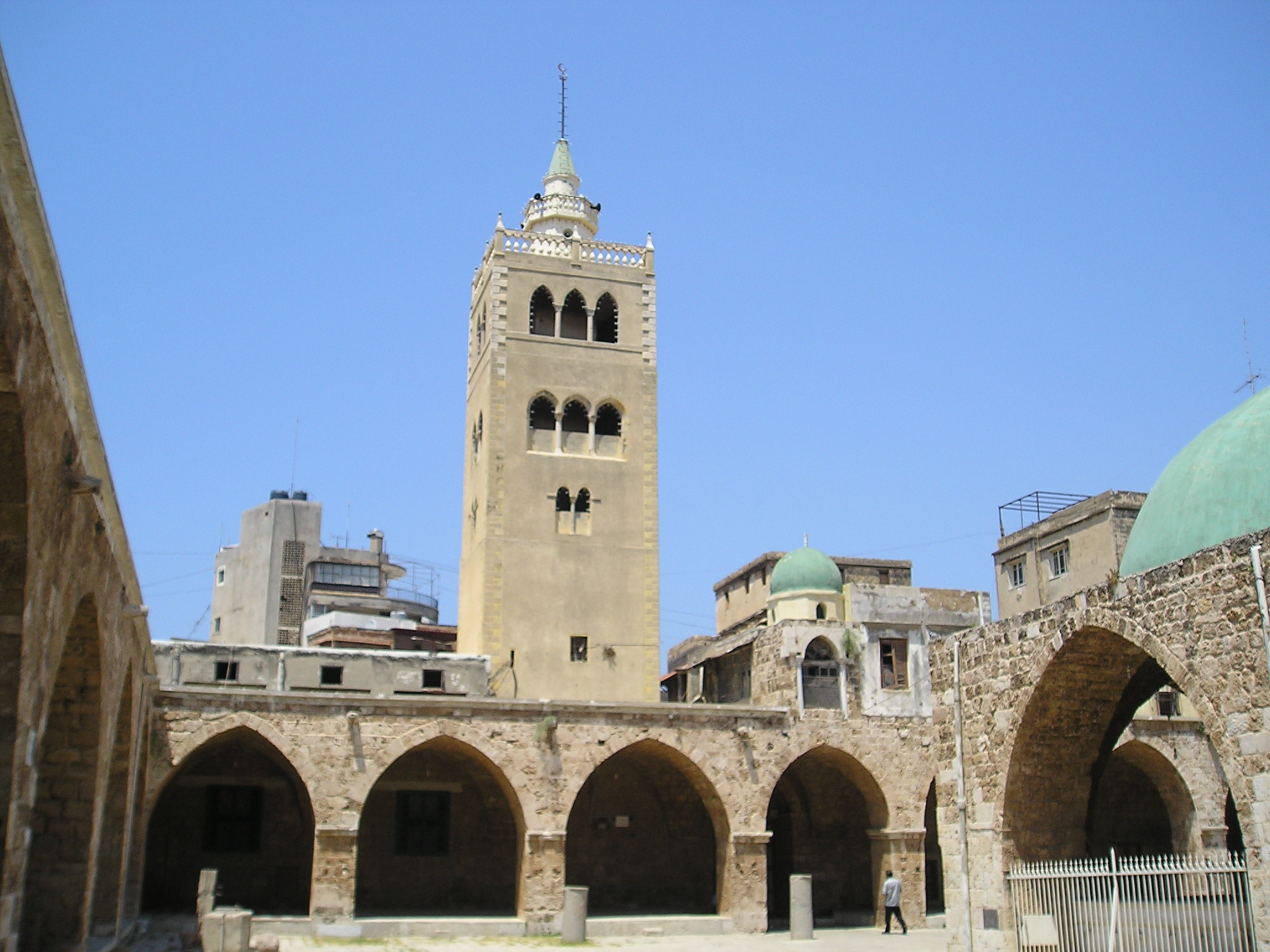
Gran Mezquita Mansouri (1314), Trípoli, Líbano

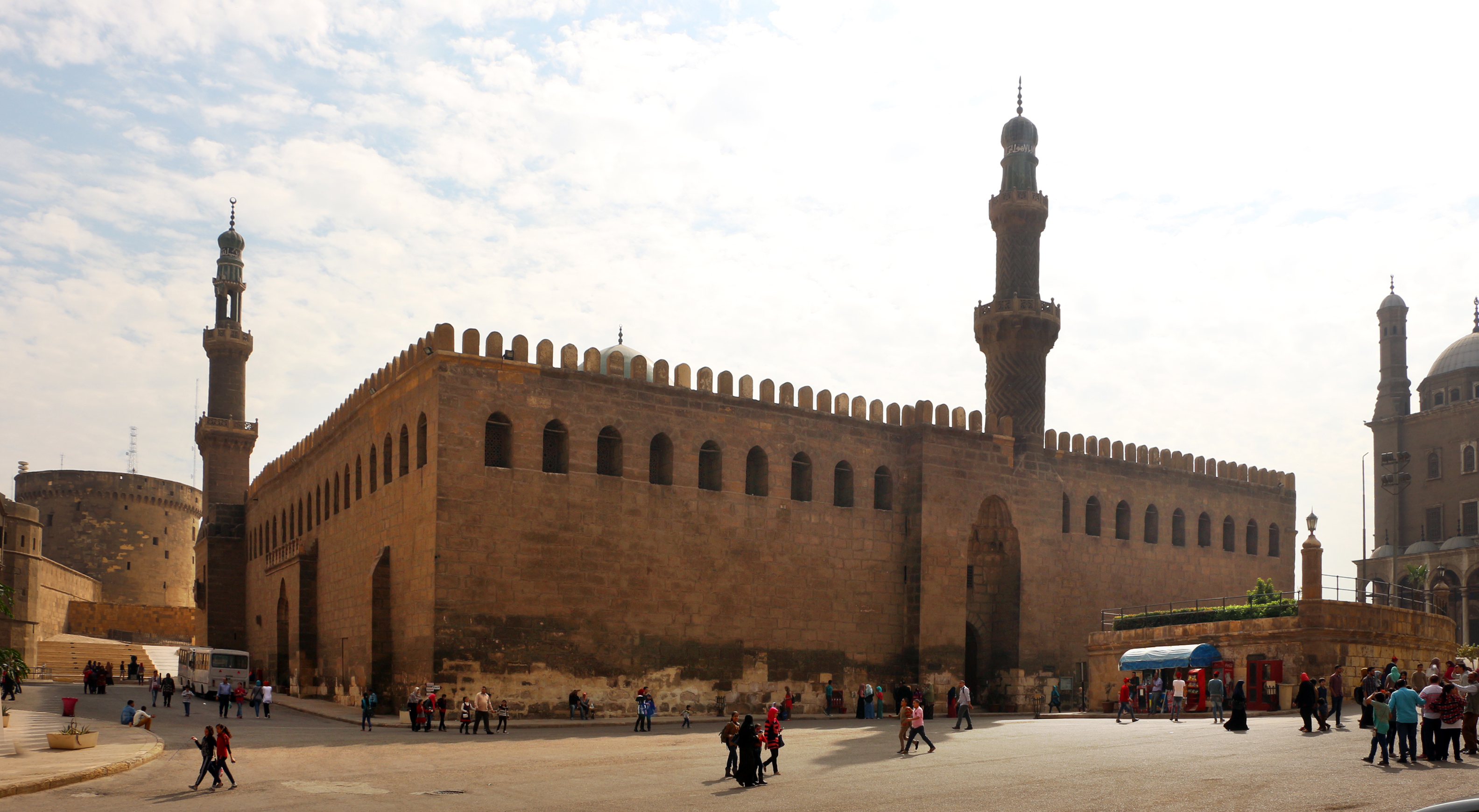
Mezquita de An-Nassir Muhammad (1318-1335), El Cairo

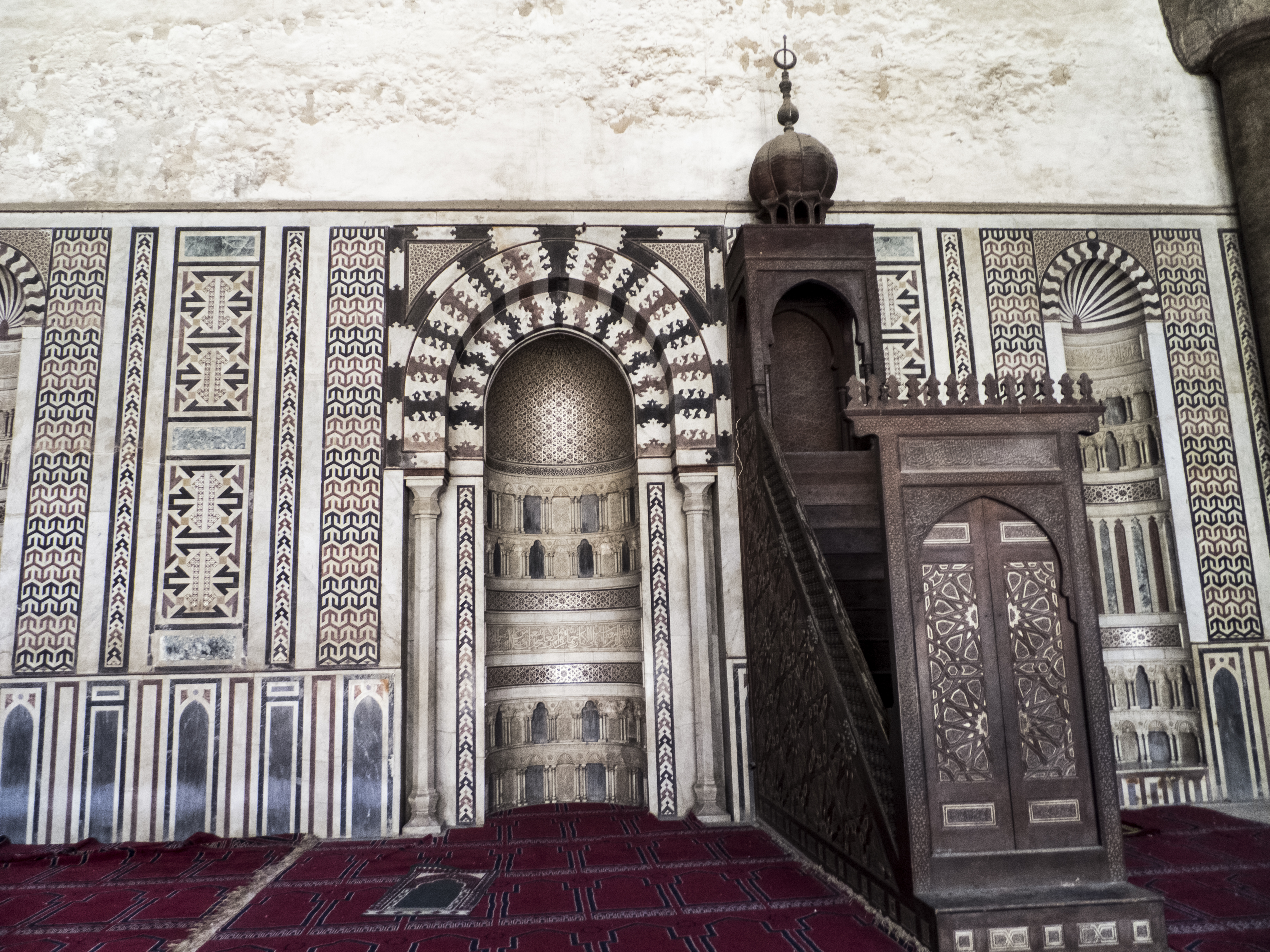
Interior de la mezquita de An-Nassir Muhammad, mostrando el mihrab y el minbar

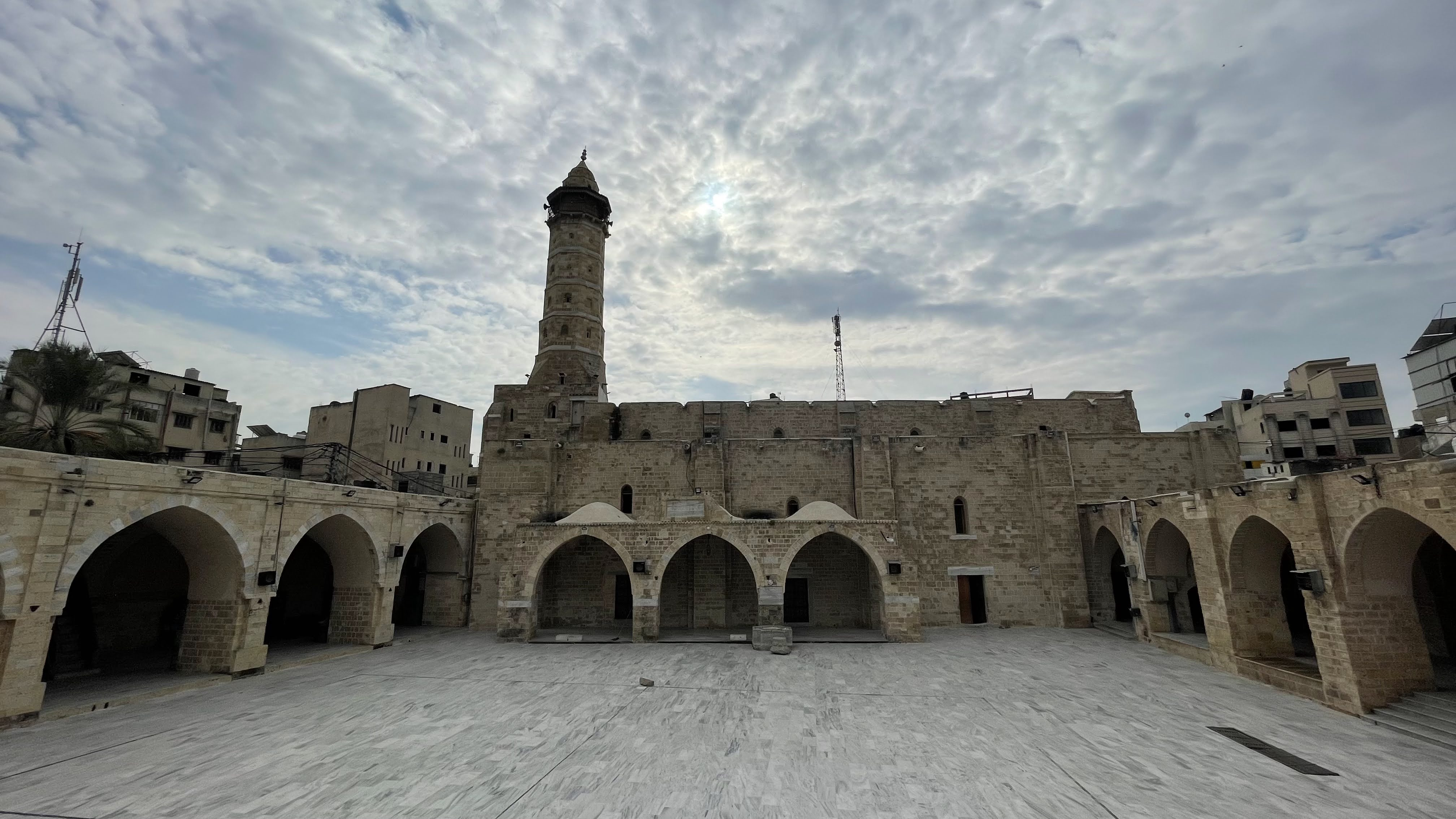
Gran Mezquita de Gaza (1340), franja de Gaza, Palestina

Desde el reinado de Baybars, una gran actividad de construcción surgió gracias a su patrocinio activo y al de algunos de sus emires. Desafortunadamente, pocos edificios se conservan. La madrasa que hizo construir en El Cairo, junto a la de su antiguo maestro, el sultán ayubí Salih Najm al-Dîn, está en muy mal estado. Hay muchas similitudes con su vecina madrasa ayubí, pero también se incorporaron importantes novedades: el uso de la piedra y la planta de cuatro iwanes, la primero en todo Egipto. La mezquita de Baybars puede parecer que exteriormente está en buenas condiciones, pero en realidad está muy arruinada por dentro. Destaca una fuerte voluntad arcaizante, ya que casi repite la planta de la mezquita de Al-Hakim (990-1103), construida bajo los fatimíes, aunque su cúpula, la primera cúpula monumental en una mezquita de El Cairo, también muestra una contribución de inspiración iraní.
En Damasco, su sucesor construyó un mausoleo alrededor del año 1277. Al igual que en el edificio anterior, existía una fuerte voluntad arcaizante, a través de la decoración de los mosaicos de vidrio con fondo dorado, que retomaban los motivos y la técnica de la gran mezquita de los Omeyas (695-705) de Damasco y la cúpula de la Roca (687-691) en Jerusalén.
Fue bajo el gobierno de Qalawun, que reinó desde 1280 hasta 1290, cuando se construyó su complejo, que se encuentra no muy lejos de la madrasa de Baybars. Este edificio fue erigido después de que el sultán fuese tratado en el maristan de Nur al-Din en Damasco y se hubiese comprometido a construir uno similar en El Cairo si sobrevivía. El complejo comprende así, además de una tumba y una madrasa, un inmenso maristán con cuatro iwanes diferentes. En el siglo XIX, todavía funcionaba, pero actualmente está en ruinas y se está restaurando. Los restos de decoración de estuco prueban, no obstante, que el edificio debía estar decorado profusamente. El mausoleo está construido con referencia a la cúpula de la Roca, con un deambulatorio circular delimitado por cuatro columnas y cuatro pilares alternados. La madrasa de dos iwanes estaba decorada con estuco finamente tallado.
Se nota un arcaísmo voluntario importante, con la imitación de la planta de la cúpula de la roca o incluso en la decoración del mausoleo, compuesta de mosaicos de mármol y de vidrio. Las influencias sirias, bien conocidas del mecenas por sus numerosas campañas en esa región, son también vivaces (técnica del ablaq, etc.); pero la fachada, compuesta de arcadas aplacadas, permanece en la tradición arquitectónica de El Cairo.
An-Nassir Muhammad, el hijo de Qalawun, también construyó un complejo funerario, en el mismo paseo prestigioso que su padre, la Qasaba. Este edificio está compuesto por una madrasa y un mausoleo. Hay en él influencias del occidente musulmán (base del minarete), de Irán (estucos), y también la reutilización de un portal de mármol gótico procedente de la Iglesia cruzada de Acre. Esta fue la primera madrasa egipcia cuyos cuatro iwanes se previeron para acomodar cada uno un rito diferente. Este complejo, menos ambicioso que el de su padre, es muy simétrico, una rareza en la arquitectura mameluca.
El gran logro religioso de An-Nasir Muhammad fue sobre todo su gran mezquita, en El Cairo, que era parte de un vasto proyecto de construcción en la ciudadela. Retomaba la planta de la de Baybars, pero estaba marcada por influencias claramente iraníes (como refleja la cúpula del minarete bulboso y recubierta con cerámica azul).
An-Nasir Muhammad fue más que un mecenas: también impulsó a muchos de sus emires a construir, ofreciéndoles materiales o fondos, por ejemplo. Este fue el caso de Altinbugha al-Maridani, que construyó así la mezquita de Altinbugha-al-Maridani, muy cercana a la de su sultán ya que fue construida por el mismo arquitecto, Ibn al-Suyyufi.
Los emires de Salar y Sanjar también tenían un doble mausoleo en El Cairo. Según Maqrizi, fue construido para el segundo, mientras que el primero moría en prisión. Consiste en dos mausoleos bajo una cúpula, decorados con madera (cenotafios, puertas, mocárabes) y mármol fino, y de dos salas con una función mal determinada (quizás madrasa o khanqah). El minarete, con tres troncos superpuestos, fue el primero en tener una sección circular abierta en la parte superior.
La gran construcción que sigue a las de An-Nasir Muhammad es más tardía, ya que el país se vio azotado por epidemias de peste e inestabilidades políticas. La construcción del complejo del sultán Hasán comenzó en 1356, pero quedó sin terminar después del colapso de uno de sus minaretes y de la destitución del sultán en 1361. Esta obra, que reunió a especialistas de todo el mundo islámico, fue de lejos el proyecto más ambicioso del período. Implantado al pie de la ciudadela, contenía:
- una gran mezquita con cuatro iwanes, siendo la del sur la que servía como sala de oración;
- cuatro madrasas, dedicadas a los cuatro ritos sunitas, compuestas por un pequeño patio y cuatro o cinco pisos de celdas para los estudiantes;
- la tumba (que solo contenía los cuerpos de los dos hijos de An-Nâsir al-Hassan), ubicada detrás del muro de la qibla de la mezquita;
- instituciones de caridad (hospital, orfanato);
- servicios (bazar cubierto, torre cisterna de agua, baños, cocinas).

Este complejo representa el apogeo de la primera arquitectura mameluca, de la que retoma las principales características. Sin embargo, también se aleja de la tradición por su planta, su vestíbulo con cúpula, sus bóvedas con mocárabes, sus decoraciones de cerámica, todas inspiradas en la arquitectura iraní, contemporáneas o no. Sin embargo, el uso en piedra de los módulos destinados a los ladrillos demuestra que estas influencias eran solo superficiales, no comprendiendo las necesidades de la arquitectura ilkhánida y otras. Del mismo modo, se notan las influencias de Anatolia (portal), chinas, occidentales, sirias y de otro tipo.
Por esta inmensa construcción, An-Nasir al-Hassan parece haber intentado afirmarse a sí mismo, mientras que fue considerado como un dirigente débil e ineficaz.

### Bajo los mamelucos buryí (1389-1517)

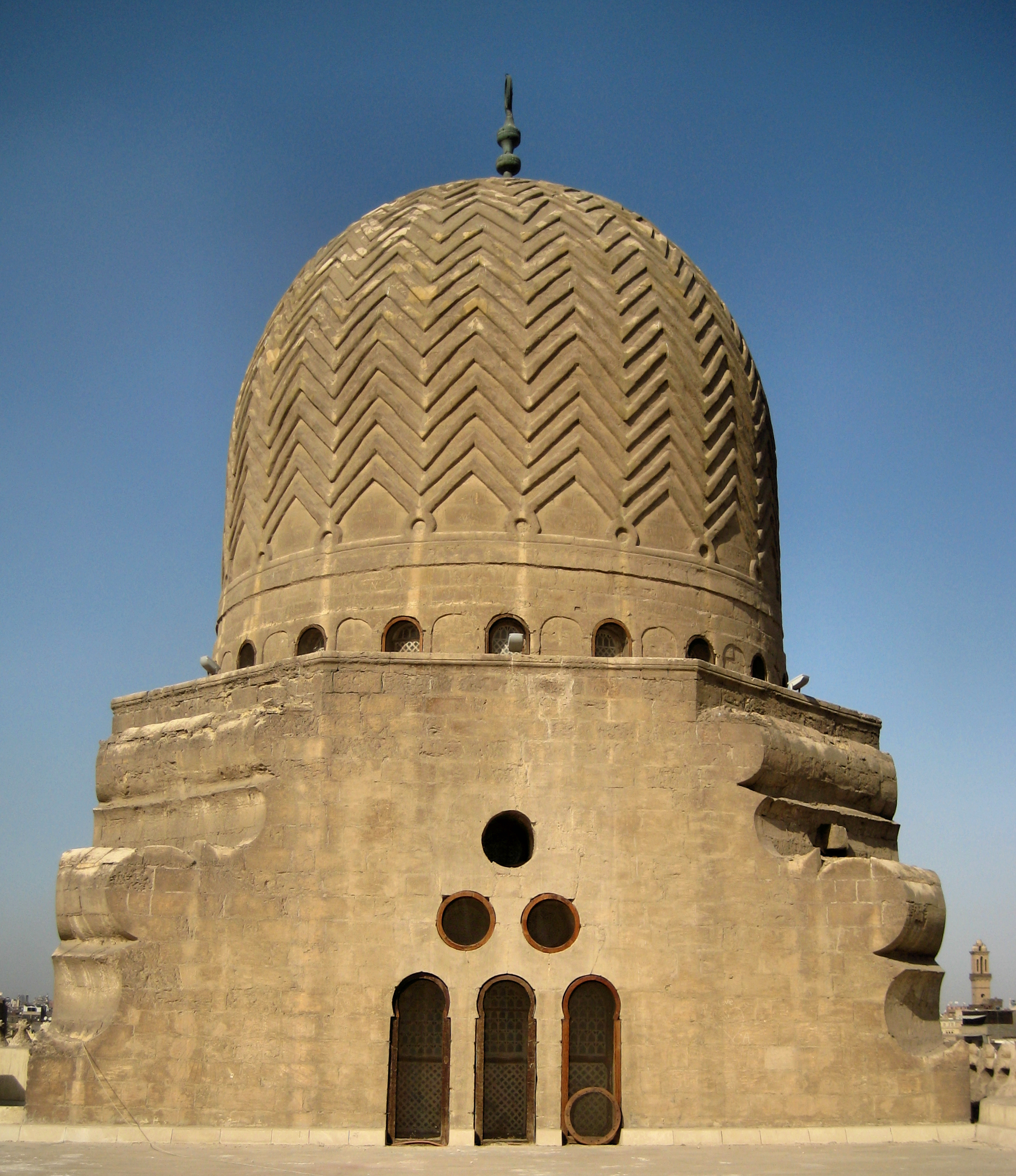
Mezquita del sultan al-Muayyad (consagrada en 1415), El Cairo

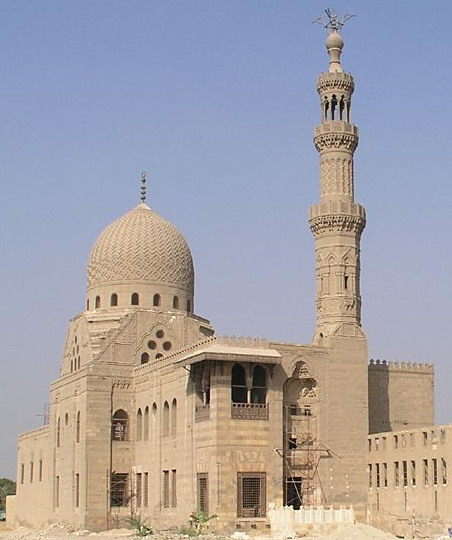
Complejo del Emir Qurqumas (acabado en 1456), El Cairo

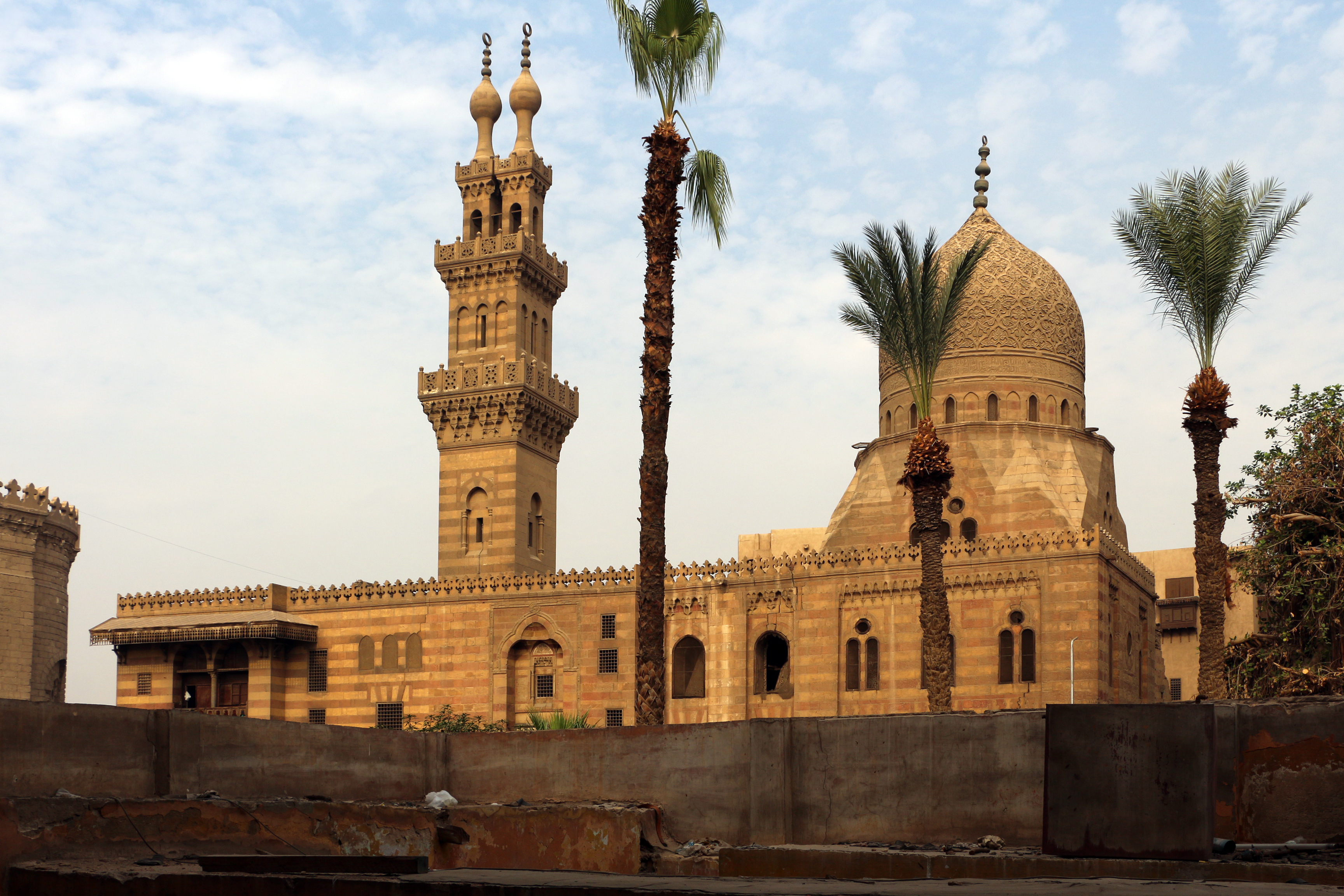
Mezquita de Qani-Bay (1503-1504), El Cairo

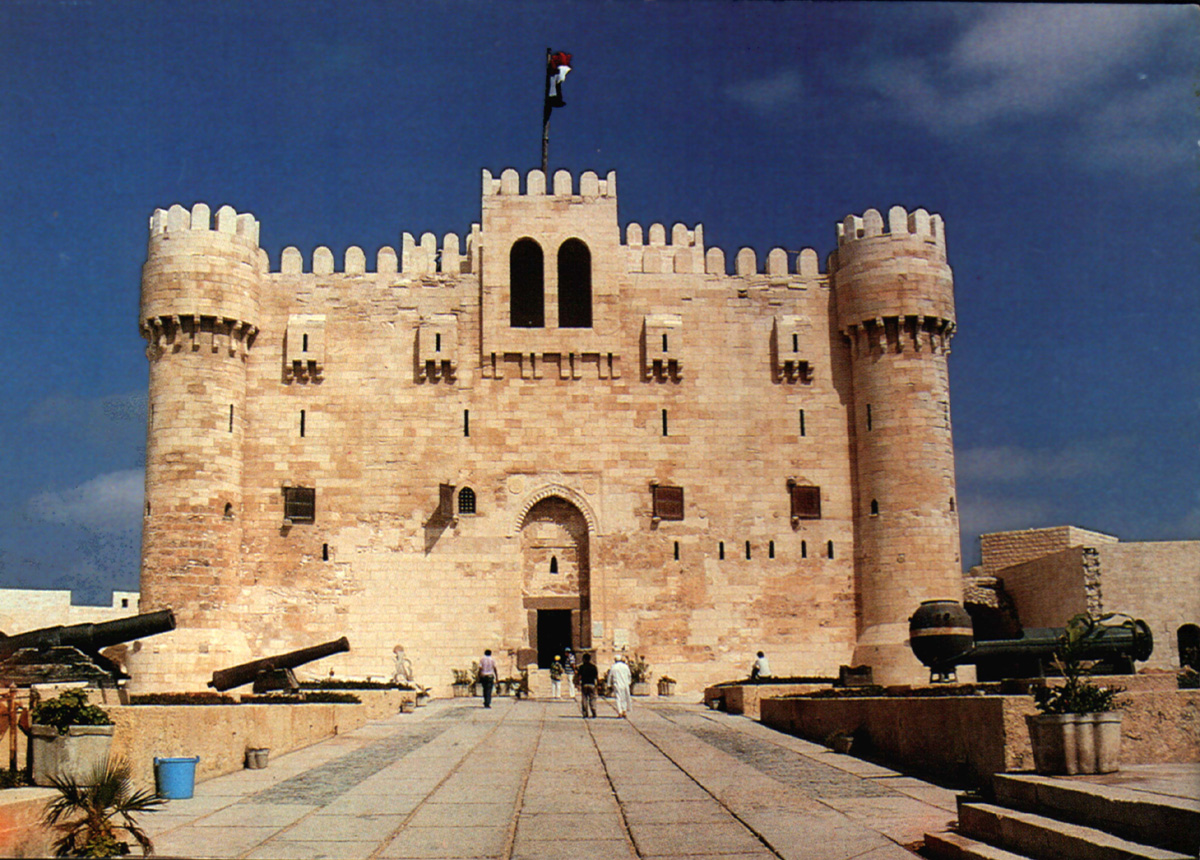
Ciudadela de Qaitbey (r. 1468-1496), en Alejandría, Egipto

El período buryí permaneció como un período de intensa construcción, aunque hubo algunos cambios en comparación en el período bahrí:
- importancia de las cámaras funerarias;
- limitación del uso de algunos materiales, como el mármol y la madera, que cada vez eran más escasos y cada vez más caros;
- importancia del estuco moldeado;
- mayor refinamiento en las superficies ornamentales.

Después de la peste y de las invasiones mongolas, Siria comenzó a recuperarse. Luego se asiste a la construcción de nuevos suburbios, de caravasares, de edificios colectivos (grandes mezquitas, baños, khanqahs, etc.). Mientras que la ciudad de Damasco, que había resistido el ejército de Tamerlán, vio a sus artesanos deportados, construyeron monumentos ostentosos, pero no innovadores, los de Alepo lo estaban haciendo mejor y crearon un verdadero estilo alepino, que se encuentra, por ejemplo, en la mezquita del emir Aqbugha al-Utrush (1399-1400). El estilo de Alepo retoma las características de la mezquita de Zahir Gazi, con la integración de la tumba detrás de una fachada continua.
En Egipto, Barquq, el primer sultán circasiano, perpetuó la tradición de los grandes complejos funerarios. El suyo fue establecido en el terreno que albergaba a un caravasar separado del complejo de Qalâ'ûn, lo que permitía una cierta legitimación del poder. La planta es similar a la del complejo de Qalâ'ûn, al mezclar una planta con cuatro iwanes y una planta hipóstila. También se retoman algunos elementos del complejo del sultán Hassan: vestíbulo con cúpula, fachada de patio, etc. En la decoración, los materiales se utilizan con moderación debido a su rareza: las puertas no son placas de bronce, sino que simplemente llevan un medallón central de ese material, los mosaicos no están hechos de mármol, sino en fayenza egipcia, nácar, betún y pasta de vidrio, la madera de las mashrabiya se sustituye por «madera de fósforos», etc.
El complejo de Faraj ibn Barquq se desmarca de otros complejos mamelucos por su extrema simetría. Contiene dos minaretes, dos sabil, una madrasa y dos tumbas bajo una cúpula decorada con zigzags horizontales. Un largo corredor conecta con la tumba del padre de Barquq, donde este último fue finalmente enterrado.
El complejo de Muayyad Chaykh fue construido entre 1415 y 1422 en la Qasaba, la arteria central de El Cairo, junto a la puerta de Bab Zuwayla. Comprende una mezquita del viernes, dos mausoleos, una madrasa y tres minaretes. Su portal se trata a la manera iraní, como un pishtak, con azulejos de colores alternos. Los materiales preciosos utilizados para su decoración provienen de otros edificios, de los que fueron expropiados: así, los candelabros y las puertas de bronce son los del complejo de Hassan y las placas de mármol provienen de las casas de Alejandría. Del mismo modo, para ahorrar materiales, el edificio se apoya en la Bab Zuwayla. Esto no excluye una dotación excepcional para este complejo, que se convirtió en una de las universidades más importantes.
Bajo Qaitbey (r. 1468-1496) tuvo lugar un gran renacimiento arquitectónico, que revivió los esplendores del período bahrí. Una extravagante policromía se usó en los monumentos, construidos en gran número en El Cairo, y nació el concepto de Sabil-kuttab (es decir, una escuela primaria combinada con una fuente pública).
El complejo de Qaitbey es en realidad una aglomeración de varias unidades independientes conectadas por corredores. Comprende una tumba, una madrasa, un sabil-kuttab y varias piezas, con vocación caritativa y comercial. La cúpula de la tumba es particularmente notable, porque está tallada con dos redes contrastantes, una de arabescos florales tallados en bisel, la otra geométrica en talla recta. La decoración incluye pavimentos de mármol, maderas pintadas y doradas, mientras que la mampostería en sí es bicroma.

## Arquitectura doméstica
Si bien las casas construidas durante el reinado de los fatimíes continúan estando ocupadas, las adaptaciones a las necesidades de los mamelucos se llevaron a cabo, especialmente con la aparición de los establos en la planta baja de las casas. En las residencias de los notables civiles, estos no estaban necesariamente presentes, y también servían para las mulas, pero fueron indispensables para los militares y tenían puestos, una reserva de cebada y una guarnicionería.
Había diferentes tipos de vivienda dependiendo de la fortuna del propietario. A menudo, varias familias compartían un mismo edificio y especialmente sus instalaciones sanitarias (letrinas, cocinas y baños). La qa'a, la sala de recepción principal, también podía ser común. Los edificios a menudo pertenecían a un notable que en parte lo alquilaba y ocupaba el resto. Sin embargo, también había habitaciones en Rab, edificios para las clases medias. Estos vivían en los pisos, y las habitaciones en la planta baja se destinaban a una función económica. Los palacios siguen la misma organización, con una sala principal, la qa'a, que se abría sobre las habitaciones secundarias. Los escudos de los propietarios a menudo se disponían en las fachadas.
Bajo los buryí, la arquitectura doméstica evolucionó hacia una generalización de los patios centrales, al aire libre, tanto en los alojamientos modestos como en los de la aristocracia. El palacio comprendía entonces, alrededor de ese patio, una qa'a con tiendas o un establo en la planta baja y una segunda qa'a y habitaciones en los pisos. No había apartamentos reservados para las mujeres, pero se podían encontrar jardines independientes del patio en las habitaciones. También bajo los buryí las mashrabiya aparecen en las ventanas. Los palacios de los emires Beshtak (1337), Qawsun y Yashbak (1337/1475) y Taz (1352) dan testimonio de una arquitectura civil bastante desconocida.

## Arquitectura económica
En general, las casas y comercios se mezclaban en el área de los zocos centrales de El Cairo fatimí: los elementos con vocación económica tenían lugar en la planta baja y las residencias en los pisos. Hay dos tipos de edificios comerciales: aquellos para el comercio al por mayor (caravasares y funduqs) y las waqala, que incluyen un conjunto de tiendas alrededor de un patio y habitaciones para los comerciantes o un rab en el primer piso. La del sultán al-Ghuri en El Cairo todavía está en su lugar.
El período mameluco fue también el momento en que nacieron varios tipos de instalaciones, como las prensas de caña de azúcar, los molinos, hornos públicos, etc.